# Tangancícuaro de Arista
Tangancícuaro de Arista es una localidad del estado de Michoacán, México, cabecera del municipio de Tangancícuaro.

## Toponimia
El nombre «Tangancícuaro» deriva de la expresión purépecha que se traduce como ‘lugar de tres ojos de agua’ o ‘donde se clavan estacas en el suelo’. El complemento «de Arista» recuerda a Mariano Arista, militar y presidente de México entre 1851 y 1853.

## Historia
Tangancícuaro fue una población prehispánica del Imperio purépecha, pero originalmente asentada en un paraje cercano que ahora se conoce como Las Capillas, según lo revelan los vestigios arqueológicos encontrados en el lugar. Después de la Conquista, se llevó a cabo la evangelización en esta región, inicialmente por los religiosos Franciscanos —que lo trasladaron a su asiento actual— y, posterior y definitivamente, por parte de los frailes agustinos, que fundaron en Tangancícuaro una doctrina con su iglesia y, al correr de los años, un pequeño convento con cinco religiosos y un hospital, y le dieron al pueblo y habitantes su vocación agropecuaria inicial. En el mismo siglo XVI se le asignó el nombre de «Tangancícuaro de la Asunción» y en la administración religiosa, dependió del curato de Jacona; y para el siglo XVII en lo civil dependía de la jurisdicción de Zamora. 
El siglo XVII, bajo la administración de los Agustinos fue el siglo de consolidación del poblado y sus estancias, haciendas y ranchos vecinos, que prosperaron todos gracias al cultivo intensivo de maíz, lenteja y trigo, y a la cría de ganado mayor; la producción artesanal también despuntó entonces con pequeños molinos, obrajes, curtidurías, hornos alfareros, talabarterías y fraguas; aunque, por falta de vías de comunicación y de medios de transporte, lo producido se dedicaba casi íntegro al autoconsumo. Fue ya durante el siglo XVIII, con la expansión de los caminos de herradura, que desde el pueblo se organizó un vasto sistema de comercio en carretas y rodados, recuas y chinchorros, con los que se pudo llevar y comercializar los productos locales y los de la región entera hasta los puntos más distantes de toda la vasta geografía de la Nueva España; con ello, los lugareños se consolidaron como arrieros transportistas, empresarios comerciantes, pero sobre todo como andariegos y trotamundos emprendedores. Al solo iniciar el siglo XIX, por causa de la guerra de Independencia, Tangancícuaro fue incendiado (30 de octubre de 1816), y aunque se reconstruyó rápidamente, su progreso y crecimiento se estancó por causa de los siguientes conflictos bélicos de la Guerra de Reforma y la Intervención Francesa. Sin embargo, en 1822 ya contaba con Ayuntamiento propio y tenía 2219 habitantes. 
El 10 de diciembre de 1831 se constituyó en municipio, y en 1854 se erigió también como Curato Independiente; además de que al pueblo cabecera municipal se le re-nombró «Tangancícuaro, villa de Arista», desde el 29 de septiembre de 1859 en memoria del general Mariano Arista. Para 1877, en los albores del Porfiriato, el pueblo había recuperado su carácter, riqueza y preeminencia en el ámbito regional. Durante el periodo porfiriano (1876-1911), el pueblo y la región vieron llegado un segundo momento de auge económico y de modernización: se reactivó el comercio y la arriería, se le construyeron plaza, presas, teatro y cine, mercado, panteón y una nueva iglesia parroquial, se adquirió maquinaria moderna para casi todas las industrias y facturas artesanales y se reactivó la recocería y la talabartería que casi habían desaparecido, se aprovecharon las corrientes fluviales para mover maquinaria diversa y para generar electricidad, se inauguran los servicios de telégrafo, teléfono y alumbrado público y se trajo incluso el primer vehículo automotor; el pueblo llegó entonces, en 1900, a los 3236 habitantes y el municipio a 9193. Por conocer el camino desde el tiempo de los arrieros —desde antes y muchos más entonces—, los paisanos prosiguieron yendo temporalmente en busca de trabajo y fortuna a los Estados Unidos.
Sin embargo, con la llegada de la Revolución al terruño en mayo de 1911, en que los vecinos principales participaron activamente, comenzó un periodo de despoblamiento y destrucción de las estructuras productivas que se agravó más con el bandolerismo del faccioso Inés Chávez García en 1917 y con la invasión indígena de las haciendas locales (1918); a renglón seguido, prosiguieron los conflictos armados por causa de la rebelión Cristera (1926-29) y el movimiento agrarista incluido; las estancias y haciendas, que ya venían sorteando la crisis fragmentándose en ranchos más pequeños, desaparecieron del todo y sobrevino el minifundio ejidal y la pequeña propiedad agraria que, juntos y a veces en conflicto, reactivarían apenas la producción para mantener un precario consumo y la economía de subsistencia. Con la inauguración de la carretera Nacional No 15 México-Guadalajara-Nogales (1937), la arriería cedió paso a la trasportación vehicular y, algunos lugareños emprendedores, cambiaron las recuas por camiones y autobuses para volver a extender las rutas comerciales por todo México. Con la llegada del Programa Bracero (1942), se reactivó la migración temporal a los Estados Unidos y, con las remesas allá obtenidas, la posibilidad de invertir en la modernización agropecuaria, artesanal, comercial, del trasporte y del equipamiento habitacional y urbanístico; el pueblo entero entró en un tercer proceso modernizador que coincidió puntualmente con las tres décadas del Milagro Mexicano. El progreso del municipio y el pueblo se evidenció más que nada en el establecimiento de escuelas y en el incremento de la asistencia a ellas de los educandos; la bonanza se tradujo en diversificación productiva y laboral: maquinaria agrícola e industrial, mejoramiento del hato ganadero, tecnificación de la agricultura comercial y de exportación, el auge constructivo venía aparejado del crecimiento demográfico; se reconstruyeron y modernizaron las iglesias, el mercado, la presidencia; aparecieron los campos deportivos y se multiplicaron las colonias y los fraccionamientos; aunque por desgracia, también comenzó entonces la clausura y entubamiento de los ríos, acequias y aguajes que irrigaban solares y huertas por todo el pueblo; se instaló el Centro de Salud, la electrificación federal, se habilitaron nuevo panteón y nuevo rastro, se aumentaron y modernizaron los servicios de agua potable y drenaje y se expandieron vialidades y caminos. A pesar de las sucesivas crisis económicas de las décadas de los setenta, ochenta y noventa (periodo también en que han salido —casi rutinariamente— la mitad de la población joven casi al instante de alcanzar la mayoría de edad, con destino a otros lares en el país, pero principalmente con rumbo al Norte) el crecimiento y el progreso aún no se han detenido. Por eso —ya lo hemos dicho y podemos repetirlo con fuerza—, «la historia pueblerina se ha construido a golpes de azadón y hacha, de martillo y rozadera, de esfuerzo y de sudor, de labor tesonera al sembrar y cosechar la tierra, al abrir canales para el riego y senderos para el tránsito, al apacentar y apartar ganados y demarcar corrales, al levantar casa e iglesia y escuela, al trazar trochas, calles, caminos y senderos, al reconstruir lo destruido por la inundación, el temblor, el incendio o la tromba, al arrear por largas jornadas la recua o el chinchorro —antes— y el vehículo —ahora—, al urdir los tejidos del rebozo y curtir las pieles, al labrar y tallar la madera, al amasar afanosamente el lodo y modelar y cocer la cerámica, la teja y los tabiques, al forjar y templar los hierros, al barrer, lavar, trapear, fregar y condimentar la comida, al acunar, amamantar y criar la prole, al expatriarse temporalmente en busca de trabajo e ingresos, al afanarse diariamente en el negocio, el comercio, el puesto o la tienda, al ejercer digna y honradamente la profesión, el cargo, el ministerio, la envestidura, la cátedra, la ocupación o el oficio; se ha construido, en fin, con el trabajo cotidiano y anónimo de los miles de pueblerinos que han vivido y laborado aquí. Lo demás: las proclamas y decretos, las guerras y las treguas, los edictos y panfletos, los discursos y las bulas, las indulgencias y elogios, las concesiones y expiaciones, las intrigas y las condenas, los programas y las excusas, los partidos y sus pugnas, las insulsas discusiones ideológicas y los ácidos pleitos políticos, han sido sólo el condimento con el que se ha saboreado la vida: dura, inclemente, azarosa, incierta, tesonera y entregada de hombres y mujeres que le han dado forma al pequeño universo de nuestro pueblo y municipio para ser lo que es, hoy y aquí».

## Geografía
La localidad de Tangancícuaro de Arista se encuentra aproximadamente en la ubicación 19°53′12″N 102°12′25″O / 19.88667, -102.20694, a una altitud de 1711 m s. n. m., a 134 km de la capital del estado.

### Clima
El clima de la ciudad es subtropical subhúmedo (Cwa) —de tipo gangético—, de acuerdo con la clasificación climática de Köppen-Geiger, o semicálido subhúmedo con lluvias en verano (ACw), de menor humedad, según la modificación del mismo por García. Cuenta con una precipitación pluvial anual de 670.7 mm y una temperatura media anual de 17.8 grados centígrados.
| Parámetros climáticos promedio de Tangancícuaro (1981-2010) | Parámetros climáticos promedio de Tangancícuaro (1981-2010) | Parámetros climáticos promedio de Tangancícuaro (1981-2010) | Parámetros climáticos promedio de Tangancícuaro (1981-2010) | Parámetros climáticos promedio de Tangancícuaro (1981-2010) | Parámetros climáticos promedio de Tangancícuaro (1981-2010) | Parámetros climáticos promedio de Tangancícuaro (1981-2010) | Parámetros climáticos promedio de Tangancícuaro (1981-2010) | Parámetros climáticos promedio de Tangancícuaro (1981-2010) | Parámetros climáticos promedio de Tangancícuaro (1981-2010) | Parámetros climáticos promedio de Tangancícuaro (1981-2010) | Parámetros climáticos promedio de Tangancícuaro (1981-2010) | Parámetros climáticos promedio de Tangancícuaro (1981-2010) | Parámetros climáticos promedio de Tangancícuaro (1981-2010) |
| Mes                                                         | Ene.                                                        | Feb.                                                        | Mar.                                                        | Abr.                                                        | May.                                                        | Jun.                                                        | Jul.                                                        | Ago.                                                        | Sep.                                                        | Oct.                                                        | Nov.                                                        | Dic.                                                        | Anual                                                       |
| ----------------------------------------------------------- | ----------------------------------------------------------- | ----------------------------------------------------------- | ----------------------------------------------------------- | ----------------------------------------------------------- | ----------------------------------------------------------- | ----------------------------------------------------------- | ----------------------------------------------------------- | ----------------------------------------------------------- | ----------------------------------------------------------- | ----------------------------------------------------------- | ----------------------------------------------------------- | ----------------------------------------------------------- | ----------------------------------------------------------- |
| Temp. máx. abs. (°C)                                        | 40.0                                                        | 35.0                                                        | 35.0                                                        | 38.0                                                        | 38.0                                                        | 37.0                                                        | 36.0                                                        | 38.0                                                        | 38.0                                                        | 39.0                                                        | 40.0                                                        | 40.0                                                        | 37.9                                                        |
| Temp. máx. media (°C)                                       | 24.4                                                        | 25.6                                                        | 27.8                                                        | 29.9                                                        | 30.6                                                        | 30.0                                                        | 28.0                                                        | 28.5                                                        | 29.1                                                        | 27.9                                                        | 26.7                                                        | 26.3                                                        | 27.9                                                        |
| Temp. media (°C)                                            | 13.9                                                        | 14.9                                                        | 17.0                                                        | 18.8                                                        | 20.2                                                        | 20.7                                                        | 19.5                                                        | 19.8                                                        | 19.6                                                        | 18.0                                                        | 15.6                                                        | 15.0                                                        | 17.8                                                        |
| Temp. mín. media (°C)                                       | 3.4                                                         | 4.2                                                         | 6.1                                                         | 7.6                                                         | 9.8                                                         | 11.3                                                        | 10.9                                                        | 11.2                                                        | 10.0                                                        | 8.1                                                         | 4.4                                                         | 3.6                                                         | 7.6                                                         |
| Temp. mín. abs. (°C)                                        | -6.0                                                        | -6.0                                                        | -2.0                                                        | 0.0                                                         | -3.0                                                        | -3.0                                                        | 2.0                                                         | 2.0                                                         | 2.0                                                         | -2.0                                                        | -2.0                                                        | -5.0                                                        | -1.92                                                       |
| Precipitación total (mm)                                    | 15.0                                                        | 9.2                                                         | 3.0                                                         | 5.4                                                         | 38.1                                                        | 102.3                                                       | 169.3                                                       | 171.5                                                       | 104.6                                                       | 38.2                                                        | 6.4                                                         | 7.7                                                         | 670.7                                                       |
| Días de lluvias (≥ 1 mm)                                    | 2.3                                                         | 1.1                                                         | 0.7                                                         | 0.8                                                         | 6.0                                                         | 12.4                                                        | 17.9                                                        | 18.8                                                        | 12.1                                                        | 5.1                                                         | 1.6                                                         | 1.8                                                         | 80.6                                                        |
| Fuente: Servicio Meteorológico Nacional.                    |                                                             |                                                             |                                                             |                                                             |                                                             |                                                             |                                                             |                                                             |                                                             |                                                             |                                                             |                                                             |                                                             |

## Demografía
Según los datos registrados en el censo de 2020, la localidad cuenta con 15 414 habitantes, lo que representa un crecimiento promedio anual de 0.23 %  anual en el período 2010-2020 sobre la base de los 15 068 habitantes registrados en el censo anterior. Ocupa una superficie de 4.129 km², lo que determina al año 2020 una densidad de 3733 hab/km².
| Gráfica de evolución demográfica de Tangancícuaro de Arista entre 1900 y 2020 |
|                                                                               |
| Fuente: Instituto Nacional de Estadística Geografía e Informática             |

La población de Tangancícuaro de Arista está mayoritariamente alfabetizada (4.86 % de personas mayores de 15 años analfabetas, según relevamiento del año 2020), con un grado de escolaridad en torno a los 8 años. Solo el 1.71 % se reconoce como indígena, y el 0.99 % habla al menos una lengua indígena. El 91.3 % de los habitantes de Tangancícuaro de Arista profesa la religión católica.
En el año 2010 estaba clasificada como una localidad de grado bajo de vulnerabilidad social. Según el relevamiento realizado, 6478 personas de 15 años o más no habían completado la educación básica —carencia conocida como rezago educativo—, y 7548 personas no disponían de acceso a la salud.

## Personas destacadas
- Ramón Silva Álvarez, filántropo.[13]
- Primitiva Quiroz Sámano, poeta.[13]
- Francisco Victoriano Jasso de Dávalos (antes de 1811), empresario, comerciante y benefactor del pueblo. Fue asesinado en la Guerra de Independencia, en junio de 1811.[14]
- Ángel Mariano Morales y Jasso (1784-1843), obispo y político, fue diputado a las Cortes de Madrid en dos ocasiones, representó a las diputaciones provinciales de Puebla y de Michoacán. Una vez que México fue un país independiente, fue diputado del estado de Michoacán en 1830 y también llamado al Congreso Nacional en 1832.[14]
- Rafael Paz Romero (1822-1875), poeta.[13]
- Ramón Paz (1835-1911), sacerdote y literato, fue también impresor y poeta, autor del libro «Recuerdos» en 1897.[14]
- Rafael Galván (1878-1940), sacerdote que estudió en el Seminario de Zamora y en Roma, sociólogo, apoyo la labor agrarista de Miguel de la Trinidad Regalado, fue autor del libro de «Derecho Civil Mexicano».[14]
- Rubén C. Navarro (1894-1958), revolucionario y poeta. Fue diputado local además de cónsul en Los Ángeles y Río de Janeiro.[14]
- David Marín Quiroz (1890-1961), coronel revolucionario, se le concedieron dos condecoraciones al mérito militar.[14]
- Roberto Quiroz Guerra (1914-1978), maestro normalista, se graduó y comenzó a enseñar a los 16 años; fundó los Centros de Cooperación Pedagógica.[14]
- Beatriz Chávez-Lara (3 de octubre de 1934-8 de junio de 2018), química farmacéutica e investigadora, que estuvo adscrita al Laboratorio de Endocrinología del Instituto Nacional de Cardiología (INC). Diagnosticó y demostró el primer caso de feocromocitoma en México y de sus estudios realizados a lo largo de 35 años de investigación publicó el libro titulado «Feocromocitoma y aminas simpaticomiméticas» en 1991.[14]